# 骆驼族
骆驼族（Camelini）為骆驼科下屬的一族，分布於亞洲、北美洲，以及非洲等等。本科最早的化石紀錄始於始新世晚期至今。模式屬為駱駝屬（Camelus）。已知其中至少一屬（Eulamaops）曾抵達南美洲。

## 分類學
本族最早由Gray於1821年命名，並由Stanley等人於1994年歸入駱駝亞科（Camelinae）。

### 成員屬別
- 駱駝屬 Camelus
- †古駱駝屬 Aepycamelus (syn. Alticamelus, Homocamelus)
- †Aguascalientia（英语：Aguascalientia）
- †Alforjas（英语：Alforjas）
- †Australocamelus（英语：Australocamelus）
- †Blancocamelus（英语：Blancocamelus）
- †擬駝屬 Camelops
- †Cuyamacamelus（英语：Cuyamacamelus）
- †Eulamaops
- †Floridatragulus（英语：Floridatragulus） (syn. Hypermekops)
- †Gentilicamelus（英语：Gentilicamelus）
- †大駝屬 Gigantocamelus
- †Hesperocamelus（英语：Hesperocamelus）
- †巨駝屬 Megacamelus
- †Megatylopus（英语：Megatylopus）
- †Michenia（英语：Michenia）
- †Miotylopus（英语：Miotylopus） (syn. Dyseotylopus)
- †Nothokemas（英语：Nothokemas）
- †尖足駝屬 Oxydactylus
- †Paracamelus（英语：Paracamelus）
- †Paralabis（英语：Paralabis）
- †Paratylopus（英语：Paratylopus）
- †Pliauchenia（英语：Pliauchenia）
- †Poebrodon（英语：Poebrodon）
- †先獸 Poebrotherium
- †Priscocamelus（英语：Priscocamelus）
- †Procamelus（英语：Procamelus）
- †Protolabis（英语：Protolabis）
- †Pseudolabis（英语：Pseudolabis）
- †Tanymykter（英语：Tanymykter）
- †大驼属 Titanotylopus